# Udrežnje
Udrežnje (cyr. Удрежње) – wieś w Bośni i Hercegowinie, w Republice Serbskiej, w gminie Nevesinje. W 2013 roku liczyła 186 mieszkańców.